# Sterling Knight
Sterling Knight s-a născut pe data de 5 martie 1989 și este un actor american a cărui seriale sunt difuzate pe Disney Channel sau la Cartoon Network. A jucat de mic în piese de teatru și a fost descoperit apoi la un spectacol școlar de un agent. Pentru rolul din primul său film, „Calm” (2005) s-a mutat cu familia in Los Angeles. De asemenea este și cântăreț, prima lui piesă fiind Starstruck, pe care o interpretează în filmul „Starstruck” de pe Disney Channel.
Knight a jucat roluri secundare în Hannah Montana , "The Closer" și Grey's Anatomy. El a început în filmul 17 Again ca fiul lui Mike O'Donnell (Zac Efron), deși este doar cu doi ani mai mic ca el. Un rol foarte important al său a fost în Sonny și steluța ei norocoasă, unde a jucat rolul lui Chad Dylan Cooper, un tânăr cuceritor și foarte chipeș.
Filmul „StarStruck” a fost lansat în februarie 2010. Sterling Knight (Christoper Wilde) împreună cu Danielle Campbell (Jessica Olson) au avut rolurile principale în acest film. Distribuția filmului fiind:
- Sterling Knight-Christopher Wilde
- Danielle Campbell-Jessica Olson
- Magie Castle-Sara Olson
- Dan O'Connor-Dean Olson
- Beth Littleford-Barbara Olson
- Brandon Mychal Smith-Stubby
- Chelsea Staub-Alexis Bender

## CARIERA
- În 2010, Knight a jucat teen heart-throb Christopher Wilde în Disney Channel Original Movie (DCOM) Starstruck. Potrivit comentariilor făcute de Knight pe Twitter, pentru că s-a alăturat emisiunii atât de târziu, a cântat doar o melodie pe coloana sonoră, piesa de deschidere. Cantecele rămase ale personajului său au fost cântate de Drew Ryan Scott.  Următorul proiect al lui Knight a fost filmul "Elle: o poveste modernă despre Cenușăreasa" cu Ashlee Hewitt.  Joacă rolul lui Ty Parker, cântăreț / compozitor care caută o schimbare în muzica lui, apoi găsește o fată înregistrată într-un studio, iar când pleacă, pleacă într-o călătorie pentru ao găsi. Deși filmul se referea la fata, Elle, el a jucat un rol crucial. Filmul a fost lansat în aprilie 2010.
- În 2011, Knight sa întors să se afle în Sonny cu o serie de comedii de șicane spinoff Chance So Random!  Caracterele lui recurente pe So Random! inclusiv Dwightne Platowski și Jimmy Sparrow, precum și impresiile lui Ralph Fiennes (Lord Voldemort), Lucas Cruikshank (Fred), Taylor Lautner (Jacob Black) și Justin Bieber. Spectacolul a fost anulat după un sezon.
- În 2012, Knight a jucat rolul lui Shane Seedwell în filmul thriller Thriller Transit cu Jim Caviezel și Elisabeth Rohm. Începând din 2013, el apare ca o stea de oaspeți pe Melissa & Joey ca prieten al lui Lennox și mai târziu logodnicul Zander. Knight a revenit pentru sezonul 4 și final în 2014. În 2014, el a jucat în "The Hotwives of Orlando" un show exclusivist Hulu ca Billy.
- În 2015, Knight a jucat rolul lui Chris în filmul de acțiune "The Landmine Goes Click".  În 2016, Knight a jucat în două episoade de emisiune TV NBC Crowded, unde a jucat interesul de dragoste al personajului lui Miranda Cosgrove. În 2017, el a jucat în rolul lui Cameron Fullbright în seria de comedii go90 In The Rough. A avut un rol de sprijin în filmul Different Flowers. A jucat rolul lui Philip în drama sci-fi The Man from Earth: Holocene.

1. ↑  CONOR.SI[*] Verificați valoarea |titlelink= (ajutor)